# Jaroslav Hellebrand
Jaroslav Hellebrand (født 30. december 1945 i Prag) er en tjekkisk tidligere roer.

## Rokarriere
Hellebrand roede flere bådtyper gennem sin karriere. Han begyndte i dobbeltsculler og var i denne båd sammen med Petr Krátký med til at vinde EM-bronze både 1965 og 1966. Ved OL 1968 i Mexico City blev Hellebrand og Krátký nummer tolv, en placering han også opnåede i singlesculler ved OL 1972 i München. Derpå blev han en del af den tjekkoslovakiske dobbeltfirer, der i 1974 vandt VM-bronze og året efter VM-sølv, begge gange efter DDR. Ved OL 1976 var denne disciplin for første gang på OL-programmet, og også her var DDR favoritter. Den tjekkoslovakiske båd (ud over Hellebrand bestod besætningen af Zdeněk Pecka, Václav Vochoska og Vladek Lacina) vandt det ene indledende heat og var dermed i finalen, hvor kampen om guldet kom til at stå mellem DDR og Sovjetunionen. Her vandt DDR, mens den sovjetiske båd fik sølv og tjekkoslovakkerne bronze.<ref>Quadruple Sculls, Men, olympedia.org, hentet 10. november 2024</ref

## OL-medaljer
- 1976:  Bronze i dobbeltfirer